# طرح‌واره کار
طرح‌واره کار نوعی طرح است که تمام یادگیری‌هایی را که باید در یک دوره زمانی معین (معمولاً یک ترم یا یک سال تحصیلی کامل) پوشش داده شود، مشخص می‌کند.
ساختار و محتوای یک دوره دانشگاهی را تعریف می‌کند. این یک برنامه درسی اغلب چندساله را به واحدهای کاری قابل تحویل تقسیم می‌کند که هر یک از آنها هفته‌های بسیار کوتاه‌تری (مثلاً دو یا سه هفته) دارند. سپس هر واحد کار به موضوعات فردی قابل آموزش با مدت زمان کوتاه‌تر (مثلاً دو ساعت یا کمتر) تجزیه و تحلیل می‌شود.